# Флаг четырёх провинций Ирландии

Вариант флага четырёх провинций Ирландии. По часовой стрелке, начиная с верхнего угла: флаги Коннахта, Ленстера, Ольстера и Манстера

Флаг четырёх провинций Ирландии (англ. Four Provinces Flag of Ireland) — один из ирландских флагов, используемый различными всеирландскими спортивными командами и культурными организациями. На флаге традиционно изображены флаги четырёх ирландских провинций — Манстер, Ленстер, Коннахт и Ольстер. Порядок изображения провинций, однако, не закреплён законодательно и может меняться.

## Состав флага

Герб на основе флага четырёх провинций Ирландии

- Флаг Ленстера представляет собой золотую ирландскую арфу с серебряными струнами в зелёном поле. Предполагается, что основой для флага послужил герб Ирландии.
- Флаг Манстера представляет собой три золотые короны в тёмно-синем поле. Предполагается, что его создал в 1386 году Роберт де Вер как флаг герцога Ирландии. Короны называются «восточными» или «античными»: золотая основа, восемь острых треугольных зубцов (видны пять)[2][3].
- Флаг Ольстера представляет собой сочетание гербов дома Бёрков, графов Ольстерских, и красной руки Ольстера как печати династии О'Ниллов. Обе эти династии неразрывно связаны с Ольстером. На золотом поле червлёный крест, в белом испанском щите червлёная рука Ольстера[4].
- Флаг Коннахта представляет собой два поля: в серебряном поле чёрный орёл, изображённый наполовину; в синем поле рука в доспехах с мечом. Происхождение герба восходит к гербу Шотландский церкви Святого Якоба в Регенсбурге, XIV века. Это сочетание гербов Императора Священной Римской Империи, покровителя церкви, и предполагаемого герба династии О'Брайанов (О'Брайан в XI веке, по преданию, основал церковь). Герб мог быть пожалован королю Коннахта и верховному королю Ирландии Руайдри Уа Конхобайру церковью в благодарность за покровительство. Герб называется «старинным ирландским гербом» в гербовнике 1575 года, а с XVII века считается гербом Коннахта[4].

## Текущее применение

Флаг Ирландского регбийного союза, используемый сборной Ирландии по регби

Флаг, используемый сборной Ирландии по хоккею на траве

Вариации флага используются различными организациями Ирландии, но преимущественно теми, которые действуют на всей территории острова Ирландия и чья юрисдикция попадает и на Северную Ирландию. Так, этот флаг в немного изменённом виде принят как официальный флаг Ирландского регбийного союза, и именно под этим флагом на международных турнирах выступают национальные сборные Ирландии по регби-15, регбилиг и регби-7, поскольку за них имеют право выступать, согласно международному спортивному законодательству и ирландским законам, уроженцы любой из четырёх ирландских провинций (в том числе и уроженцы Северной Ирландии, имеющие подданство Великобритании). Ещё одна вариация флага с изображением четырёх провинций используется как флаг Ирландии на международных турнирах с участием сборных Ирландии по хоккею на траве. Наконец, под этим флагом проводятся соревнования Ирландской любительской ассоциации бокса.
Тем не менее, на Олимпийских играх сборная Ирландии под этим флагом права выступать не имеет, так как по законам МОК представлять может только Республику Ирландия.